# Elaphocera hirticollis
Elaphocera hirticollis är en skalbaggsart som beskrevs av Ernst Gustav Kraatz 1882. Elaphocera hirticollis ingår i släktet Elaphocera och familjen Melolonthidae. Inga underarter finns listade i Catalogue of Life.